# Lenguas masa
Las lenguas masa son una familia de lenguas que incluye 8 idiomas y dialectos (según una estimación de Ethnologue) habladas en África. Forman parte de las lenguas chádicas.
Este grupo de lenguas es hablado por unas 650 mil personas en Chad y Camerún. Las dos lenguas principales son el masana y el muséi (musey en inglés)

## Clasificación
Las lenguas masa son parte de las lenguas chádicas, una de las ramas de la familia afroasiática. Internamente se dividen en dos ramas:
- Lenguas masa septentrionales
  - Masa (masana, massa)
  - Zumaya  (†)
  - Muséi (babana)
  - Marba (amuzeina)
- Lenguas masa meridionales (zime)
  - Mesmé
  - Pévé
  - Ngeté–Herdé (dzəpaw, lamé; sorga; heɗe-rong)

## Comparación léxica
Los numerales en diferentes lenguas masa son:
| GLOSA | Septentrionales | Septentrionales | Septentrionales | Meridionales | Meridionales | Meridionales | PROTO- MASA |
| GLOSA | Masana          | Marba           | Muséi           | Herdé        | Mesmé        | Pévé         | PROTO- MASA |
| ----- | --------------- | --------------- | --------------- | ------------ | ------------ | ------------ | ----------- |
| '1'   | kèp tùm         | tù              | dèw             | ɗàw          | ɗāw          | ɗao          | *ɗaw        |
| '2'   | màʔ             | mbà             | mbà             | hʷóèɓ        | hɔ̀ɓ          | hwōɓ         | *mbàʔ *hʷoɓ |
| '3'   | ɦìdí            | ɦìndí           | ɦìndì           | hī́ndʒìʔ      | hīndì        | hínjī        | *ɦindi      |
| '4'   | fìɗì            | fíɗí            | fídí            | fíɗíʔ        | fíɗí         | fúɗī         | *fiɗi       |
| '5'   | vàɬ             | vàɬ             | vàɬ             | vàɬ          | vàtl         | vātl         | *vatɬ       |
| '6'   | kàrgìjà         | kàragàyà        | kàrgìjá         | kāŋgīʔ       | kāndī        | kánkí        | *kar̃gi      |
| '7'   | sìdìjà          | sìdìzìjá        | kìdìzìjá        | sēɗā         | sēɗā         | sédā         | *siɗa       |
| '8'   | glàvàndí        | klàvàndì        | kàlvàndì        | tʃɔ̀hòʔ       | tʃɔ̃hō̃        | tʃóhō        | ?           |
| '9'   | ɮèŋè            | ɮèèŋà           | ɮèŋè            | tēfer̄ɗɛw     | tɛ̄rfīɗɛ̄w     | tʃéfāɗēo     | ?           |
| '10'  | dòòk            | dòk òɡò         | dòk dògò        | ɡùɓ          | ɡùɓ ɡùp      | gwúɓ         | *guɓ        |